# イーリング
イーリング(Ealing)は、ロンドン西部イーリング・ロンドン特別区にある地区。イーリング区役所がある。

## 交通
ナショナル・レールおよびロンドン地下鉄・セントラル線、ディストリクト線・イーリング支線のイーリング・ブロードウェイ駅

## 著名な関連人物
- ジェイ・ケイ - ミュージシャン。「ジャミロクワイ」のリーダー兼ボーカル。1984年頃から1992年頃まで居住。
- カレン・ケイ - ジャズシンガー。ジェイ・ケイの母親。1984年頃から居住。